# 波洛契安人
波洛契安人，是一個早期東斯拉夫人部落，他們在9世紀時生活在道加瓦河。
往年紀事中提及他們，並解釋他們的名來自帕拉塔河，並說克里維奇人是他們後裔。他們的西方是立陶宛人。
他們是波洛茨克公國中一部落。